# Звездин, Фёдор Филиппович
Фёдор Филиппович Звездин (1802 — после 1860) — русский литейщик и скульптор, воспитанник Нижнетагильской заводской школы.

## Биография
Родился в 1802 году (по другим данным в 1805 году) в семье крепостного Тагильских заводов Филиппа Звездина, привезённого на Урал из деревни Онькулицы Олонецкого уезда и работавшего у Николая Никитича Демидова.
Как одного из наиболее одарённых учеников Выйского заводского училища, в 15-летнем возрасте Фёдора отправили на учёбу к французскому скульптору-бронзовщику Пьеру-Филиппу Томиру. Контракт, первоначально заключенный на четыре года, был продлён до семи лет. Томир устроил Звездина на практику на Берлинский завод художественного литья. Когда в 1828 году умер Н. Н. Демидов, его состояние унаследовали сыновья Павел и Анатолий, и Фёдор Звездин по их распоряжению вернулся из-за границы. В июне 1830 года Звездин был отпущен для жительства в Петербурге, где ему было разрешено вступить в брак с дворовою девушкой Демидовых — Анной Гордеевой.
В столице Звездин был направлен на механический завод Берда. Пройдя обучение, вместе с женой в декабре 1830 года вернулся на Нижнетагильские заводы, где приступил к организации «бронзерной фабрики» при Выйском медеплавильном заводе. В 1832 году литейная фабрика Фёдора Звездина работала во взаимодействии с «механическим заведением», которое возглавлял Ефим Алексеевич Черепанов. Фёдор Филиппович включился в проект по созданию первого российского паровоза — на Выйском медеплавильном заводе он отливал для Черепановых чугунные паровозные колёса и рельсы для первой железной дороги, соединившей Выйский завод с Меднорудянским рудником.
В течение 1830—1840 годов «бронзерная фабрика» Фёдора Звездина освоила производство бюстов и повседневных товаров в числе которых были бюсты императора Николая I, императрицы и царевича Александра; писателей Шиллера и Гёте; подсвечников, облицовки для каминов, приборов для письма, а также других кабинетных принадлежностей из бронзы и чугуна.
К 1841 году, когда в Санкт-Петербурге состоялась Всероссийская выставка мануфактурных изделий, главная контора Нижнетагильских заводов предписала мастеру Фёдору Звездину заняться отливкой разного рода бронзовых и чугунных вещей. Для этой выставки Звездин изготовил уменьшенную копию скульптуры «Мальчик, вынимающий занозу», чугунных быка, лошадь, бронзовую копию алебастрового кубка, чугунные и бронзовые бюсты императора и цесаревича, канделябры, подсвечники, чугунный самовар и вёдра.
К середине 1840-х годов начался закат литейного дела в Нижем Тагиле. Во второй половине этих же годов, особенно после появления на заводах главноуполномоченного Демидовых поляка А. И. Кожуховского, многие русские специалисты крепостного происхождения начали терять свои должности и заменялись иностранцами. Эта участь постигла и Фёдора Звездина — сначала его перевели на работу в доменное производство, а в марте 1848 года вообще уволили «за неимением в нём надобности». Будучи крепостным, литейный мастер жил в Нижнетагильском заводском поселке и эпизодически привлекался к выполнению отдельных заказов — в 1855 году он консультировал отливку чугунных деталей к памятнику А. Н. Карамзину, установленному в Тагиле, а в 1860 году принял участие в переливке (вместо бракованного) колоколов для кафедрального Входо-Иерусалимского собора, которая производилась на Нижнесалдинском заводе.
О дальнейшей судьбе Фёдора Звездина ничего неизвестно. Его судьба, счастливая и трагичная, типична для многих талантливых тагильских мастеров крепостной эпохи. Имея природные способности и получив европейское образование, они по разным причинам не сумели в дальнейшем полностью их реализовать. Несмотря на это благодаря деятельности этих русских мастеров, Нижний Тагил в первой половине XIX века стал одним из крупнейших провинциальных культурных мест Российской империи.
Работы скульптора находятся в Государственном Русском музее, Нижнетагильском музее-заповеднике, Свердловском областном краеведческом музее.